# Patrik Ekman
Patrik Ekman, född 15 november 1791 i Göteborg, död 11 december 1880, var Göteborgs justitieborgmästare 1840–1870. Han var son till kyrkoherden Carl Magnus Ekmanoch manufakturhandlaren Anna Kristina Kamp. Han är begravd på Östra kyrkogården i Göteborg.

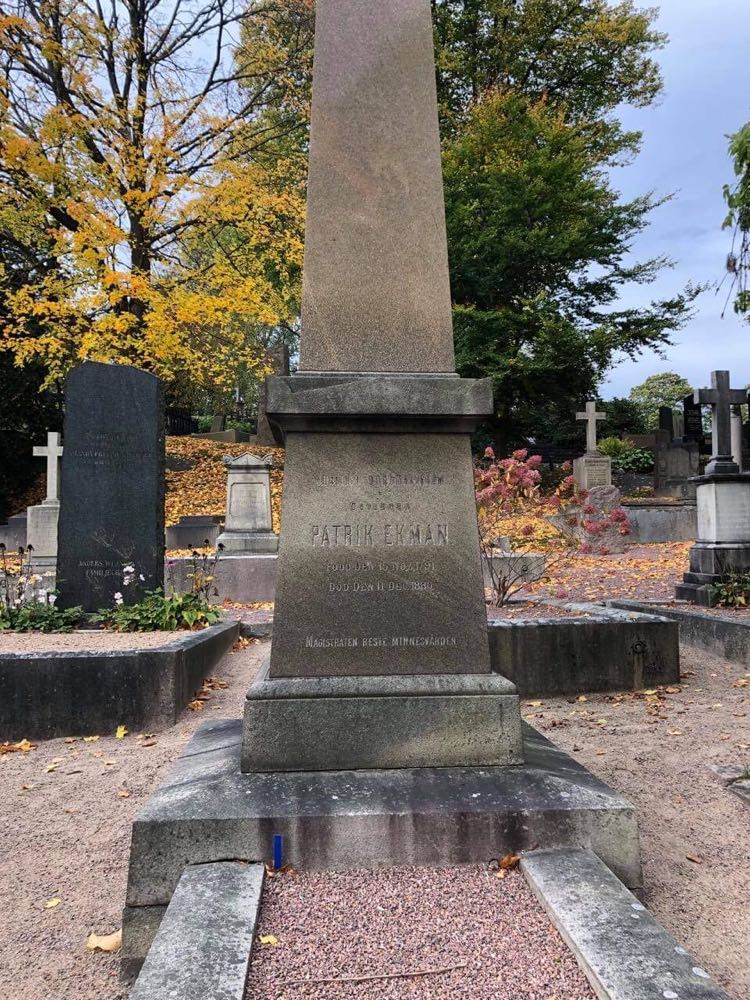
Patrik Ekmans grav